# Maslenički most
 Ovo je glavno značenje pojma Maslenički most. Za druga značenja pogledajte Maslenički most (autocesta A1).
Maslenički most (zvan i "Stari Maslenički most" kako bi se razlikovao od "novog" obližnjeg betonskog mosta na autocesti A1) lučni je čelični most preko Novskoga ždrila na Jadranskoj magistrali. Nalazi se između dvaju naselja – Posedarja i Maslenice. Dug je 315 m, a nalazi se 55 m iznad mora. Prvi most dovršen je krajem 1960., a pušten je u promet u siječnju 1961. Srušen je 21. studenoga 1991. godine u Domovinskom ratu. Obnovljen je i pušten u promet 2005. godine u nešto većim dimenzijama od prijašnjeg.
Oko 1,5 km sjevernije je izgrađen novi most preko kojeg prolazi autocesta A1. Maslenički most često je alternativa novijem betonskom četverotračnom mostu za vrijeme kad je zbog bure zatvoren.

## Od izgradnje do rušenja
Most je projektirao Vojislav Draganić. Izgradnju je financirala tadašnja Zajednica poduzeća za ceste SR Hrvatske, a gradili su ga Pionir i Mostogradnja, dva građevinska poduzeća iz Beograda, dok im je glavni kooperant bila mariborska tvornica čeličnih konstrukcija Metalna. Most je izgrađen na mjestu gdje je Novigradski kanal najuži, samo 150 metara, na Masleničkom ždrilu. Kanal je bio premošten lukom raspona 155 metara i visine 55 metara, dok je ukupna dužina mosta bila 314 metara. Cijela konstrukcija bila je čelična, spajana je varenjem, osim jednoga dijela (tzv. montažnih nastavaka) koji je zakivan zakovicama.
Most je obnovljen 1990. godine. Naime, tijekom redovitog odražavanja uočena su oštećenja. Sanirani su donji ustroj mosta i vitki stupovi. Ojačani su poprečni presjeci stupova ugradnjom kutnika, portalni su stupovi ukrućeni ugradnjom rešetkastih spregova, a sanirani su i priključci poprečnih nosača kolničke konstrukcije.
U noći 21. studenoga 1991., tijekom Domovinskog rata, tek obnovljeni most Maslenica miniran je i srušen. Tada nije objavljeno kako je došlo do rušenja niti koja je strana to učinila. Čak se govorilo da je grom aktivirao 600 tona eksploziva. Danas se manje-više zna, a i piše, da su most srušili branitelji kako bi spriječili prodor neprijateljskih snaga preko Novskog ždrila i zaštitili već ionako ugroženi Zadar.

## Ponovna izgradnja
Operacijom Maslenica početkom 1993. oslobođeno je Novsko ždrilo i širi prostor Maslenice, a potom je kao privremeno rješenje izgrađen pontonski most. Most je inače bio dug 279 m i sastojao se od 5 teglenica i 6 prijelaznih mostića, a širina mu je bila 7,6 m. Četnici su ga redovito gađali, ponekad su i potopili poneki njegov dio, ali most je i dalje plutao i služio svojoj svrsi. Pontonski je most preko Novskog ždrila ipak bio samo privremeno rješenje. U međuvremenu je odlučeno da se gradi novi armiranobetonski lučni most na trasi buduće autoceste između Dalmacije i sjeverne Hrvatske, udaljen od lokacije starog mosta približno kilometar i pol.
Odluku o gradnji mosta donijelo je Povjerenstvo za ubrzanu gradnju autoceste Zagreb - Split u srpnju 2002. godine. Predsjednik tog povjerenstva bio je tadašnji predsjednik Vlade Ivica Račan. Naime, bilo je jasno da se mora sagraditi alternativa putovanju autocestom koja je zbog čestog zatvaranja betonskog mosta na Maslenici put do Starigrada ili Podvelebita, odnosno Obrovca, Jasenica, Kruševa i drugih mjesta, putovanje produljivala za 40 kilometara.
Novi "stari" most u promet je pušten 17. lipnja 2005. Prometni profil Masleničkog mosta ima ukupnu širinu 10,5 m, što je za 1,1 m više od staroga. Niveleta mosta Maslenica prelazi Novsko ždrilo na visini 55 m nad morem, što je 37 m niže od nivelete Masleničkog mosta na trasi autoceste (92 m). Upravo zbog svog povoljnog položaja ovaj most je alternativni pravac u slučaju zatvaranja autoceste zbog bure.
U novije vrijeme na Masleničkom mostu se organizira skakanje bungee jumping. To je ujedno i najviši bungee jumping u Hrvatskoj. Skače se s visine od 56 metara, s metalne konstrukcije postavljene po sredini na sredini mosta. Slobodni pad iznosi približno 30 do 35 metara. U krajnjoj točki istezanja skakač se nalazi približno 4 metra od mora.

## Poveznice
- Maslenički most (autocesta A1)
- Državna cesta D8